# McKinley Wright
McKinley Wright IV (Minneapolis, 25 de outubro de 1998) é um jogador norte-americano de basquete profissional que atualmente joga no Minnesota Timberwolves da National Basketball Association (NBA) e no Iowa Wolves da G-League.
Ele jogou basquete universitário pela Universidade do Colorado.

## Início da vida e carreira no ensino médio
Wright é filho de McKinley Wright III e cresceu em Champlin, Minnesota. Wright frequentou a Champlin Park High School e teve médias de 23 pontos, oito rebotes e sete assistências em sua última temporada. Ele foi nomeado o Mr. Basketball de Minnesota em 2017.
Ele inicialmente se comprometeu com a Universidade de Dayton, mas reabriu seu recrutamento depois que o técnico Archie Miller foi contratado pela Universidade de Indiana. Em abril de 2017, Wright se comprometeu com a Universidade do Colorado.

## Carreira universitária
Em 15 de dezembro de 2017, Wright registrou 30 pontos e 11 assistências em uma vitória por 112-103 após duas prorrogações contra o South Dakota State. Como calouro, Wright teve médias de 14,2 pontos, 5,5 assistências e 4,7 rebotes em uma equipe que terminou com um recorde de 17-15. Wright foi nomeado para a Equipe de Calouros Pac-12. Suas 175 assistências quebraram o recorde de 143 assistências de Chauncey Billups para um calouro. Após a temporada, ele trabalhou com Billups para melhorar seu arremesso.
Em seu segundo ano, Wright foi nomeado para a Primeira-Equipe e para a Equipe Defensiva da Pac-12 após ter médias de 13 pontos e 4,8 assistências.
Em sua terceira temporada, Wright teve médias de 14,4 pontos, 5,7 rebotes e 5,0 assistências. Após a temporada, Wright se declarou para o draft da NBA de 2020. Em 1º de agosto, ele anunciou que estava se retirando do draft para retornar para sua última temporada. Em seu último ano, ele teve médias de 15,2 pontos, 4,3 rebotes, 5,7 assistências e 1,1 roubadas de bola, sendo selecionado para a Primera-Equipe da Pac-12. Após a temporada, Wright se declarou para o draft da NBA de 2021 e renunciou ao seu ano extra de elegibilidade.

## Carreira profissional
Depois de não ser selecionado no draft da NBA de 2021, Wright assinou um contrato de mão dupla com o Minnesota Timberwolves, dividindo o tempo com seu afiliado da G-League, o Iowa Wolves em 6 de agosto de 2021.

## Estatísticas da carreira

### NBA

#### Temporada regular
| Ano     | Equipe    | PJ | PT | MPJ | AP   | 3P   | LL | RT | AS | BR | TO | PPJ |
| ------- | --------- | -- | -- | --- | ---- | ---- | -- | -- | -- | -- | -- | --- |
| 2021–22 | Minnesota | 5  | 0  | 3.8 | .667 | .500 | —  | .0 | .6 | .0 | .0 | 1.0 |

### Universitário
| Ano      | Equipe   | PJ  | PT  | MPJ  | AP   | 3P   | LL   | RT  | AS  | BR  | TO | PPJ  |
| -------- | -------- | --- | --- | ---- | ---- | ---- | ---- | --- | --- | --- | -- | ---- |
| 2017–18  | Colorado | 32  | 31  | 32.6 | .451 | .304 | .770 | 4.7 | 5.5 | 1.0 | .4 | 14.2 |
| 2018–19  | Colorado | 35  | 35  | 32.4 | .494 | .365 | .807 | 4.9 | 4.8 | 1.1 | .2 | 13.0 |
| 2019–20  | Colorado | 32  | 32  | 34.9 | .448 | .336 | .792 | 5.7 | 5.0 | 1.1 | .3 | 14.4 |
| 2020–21  | Colorado | 32  | 32  | 32.6 | .480 | .301 | .844 | 4.3 | 5.7 | 1.1 | .3 | 15.2 |
| Carreira | Carreira | 131 | 130 | 33.1 | .468 | .326 | .803 | 4.9 | 5.2 | 1.0 | .3 | 14.2 |

Fonte: